# Begräbnis der Hl. Lucia
Das Altarbild Begräbnis der Hl. Lucia (Seppellimento di Santa Lucia) zählt zu den Spätwerken des Malers Michelangelo Merisi da Caravaggio. Es entstand 1608 in Syrakus für die Franziskanerkirche Santa Lucia al Sepolcro, in welcher es sich auch heute wieder befindet.

## Geschichte
Die Hl. Lucia ist die Stadtpatronin von Syrakus, wo sie einst lebte und um 304 ihren Märtyrertod fand. Die Schilderung ihres grausamen Martyriums findet sich in der Legenda Aurea. Nach der Überlieferung erbaute man über der Stelle, an der sie ihr Martyrium erlitt und sich ihre Grabstelle befindet, die Kirche Santa Lucia al Sepolcro.
Die Reliquien der frühchristlichen Heiligen wurden von Byzantiner geraubt und nach Konstantinopel verschleppt, von wo sie im Zuge der Plünderung der Stadt durch das Kreuzritterheer im Jahr 1204 nach Venedig verbracht wurden. Dort wurden sie seit dem 13. Jahrhundert in der Kirche Santa Lucia aufbewahrt. Nach der Aufhebung von Kloster und Kirche durch Napoleon wurden die Reliquien nach San Geremia überführt.
In Syrakus war die Heilige daher lange Zeit in Vergessenheit geraten, erst Mitte des 16. Jahrhunderts wurde der Heiligenkult wieder aufgenommen und 1608 bis 1610 die einst baufällige Kirche auf Geheiß des Senats von Syrakus instand gesetzt. Gleichzeitig beauftragte er Caravaggio mit einem neuen Bild für den Hochaltar.
Caravaggio gelang am 6. Oktober 1608 die Flucht aus dem Gefängnis in Malta. Er fand Zuflucht in Sizilien bei seinem Freund und römischen Werkstattgehilfen aus früheren Jahren Mario Minniti in Syrakus. Durch seine Vermittlung erhielt er wahrscheinlich den Auftrag zu diesem Werk, bevor er nach Messina weiterreiste.
Das Gemälde war durch Feuchtigkeit stark beschädigt und wurde in den Jahren 1972 bis 1979 einer grundlegenden Restaurierung unterzogen.

## Beschreibung
Das Ölgemälde auf Leinwand hat die Maße 408 × 300 cm.
Die Szene scheint am Eingang zu den Latomien, den antiken Steinbrüchen von Syrakus oder wahrscheinlicher in den unterirdischen dunklen Katakomben unter der Kirche Santa Lucia al Sepolcro dargestellt. Zwei riesenhafte Totengräber im Vordergrund sind dabei, das Grab für den am Boden liegenden Leichnam auszuheben. Im Hintergrund eine Gruppe von Trauernden und der Bischof, der der Heiligen die Letzte Ölung gespendet hat. Der düstere Hintergrund ist nur von einer Rundbogennische gegliedert, die an das Arkosolium, in dem sich das Grab der Heiligen befindet, erinnert. Der Leichnam weist die Schnittwunde am Hals auf, der von dem Schwertstich in ihre Kehle zeugt, einer der vielen Torturen, die sie durchleiden musste. Andere ikonographische Hinweise auf ihr Martyrium finden sich auf dem Bild nicht.
Die Dramatik der Szene wird durch die Bildkomposition, die unterschiedlichen Dimensionen der Personen und vor allem durch die Lichtführung erzeugt. Ein grelles Licht fällt von rechts oben auf die dichtgedrängte Gruppe der Menschen und erzeugt helle Reflexe auf Gesicht und Händen und auf einzelnen Kleidungsstücken, wie z. B. der spitzen Bischofsmitra, die zusammen mit dem Bischofsstab aus der von den Köpfen gebildeten geschlossenen diagonalen Linie herausragen. Die kraftvoll-muskulösen Arme und Beine der beiden Totengräber formen einen fast vollkommenen Kreis um die am Boden liegende Frau. Der einzige farbige Akzent des in Weiß-, Braun- und Ockertönen gehaltenen Bildes ist die lange blutrote Stola um die Schultern des Priesters, die den Blick des Betrachters auf Brust und Oberkörper der Toten lenkt.
Die fast monochrome dunkle Wand und die Rundbogennische des Innenraums, die fast zwei Drittel des gesamten Bildes ausmachen, werden vom Licht nur schwach modelliert, und bilden den düsteren Hintergrund für die dramatische Szene der Bestattung. Es entsteht der Eindruck als ob der Künstler nicht das glorreiche Martyrium der Heiligen, sondern die düstere Realität eines Begräbnisses in Szene setzen wollte, bei der die Totengräber die wahren Hauptdarsteller sind.